# Vratji Vrh
Vratji Vrh je naselje u slovenskoj Općini Apači. Vratji Vrh se nalazi u pokrajini Štajerskoj i statističkoj regiji Pomurju. 

## Stanovništvo
Prema popisu stanovništva iz 2002. godine naselje je imalo 87 stanovnika.